# Dobl-Zwaring
Dobl-Zwaring est une commune autrichienne du district de Graz-Umgebung, en Styrie. Elle a été créée le 1er janvier 2015 à la suite de la fusion des communes de Dobl et Zwaring-Pöls.